# Astochia longistylus
Astochia longistylus là một loài ruồi trong họ Asilidae. Astochia longistylus được Wiedemann miêu tả năm 1828.